# Leichtathletik-Halleneuropameisterschaften 2023
Die 37. Leichtathletik-Halleneuropameisterschaften fanden vom 2. bis 5. März 2023 in der türkischen Stadt Istanbul in der Ataköy Athletics Arena statt. Es ist das erste Mal, dass Leichtathletik-Europameisterschaften in der Türkei ausgetragen werden und nach den Hallenweltmeisterschaften in 2012 die zweite leichtathletische Großveranstaltung in Istanbul.
Am 11. November 2020 entschied sich der Europäische Leichtathletikverband (EAA) auf seinem 160. Council Meeting, das wegen der COVID-19-Pandemie online durchgeführt wurde, für Istanbul. Laut Interimspräsident von European Athletics Dobromir Karamarinow gehören die Einrichtungen in Istanbul zu den besten in Europa und werden dazu beitragen, dass die Athleten ihre beste Leistung abrufen werden können.

## Qualifikationsnormen
Die Qualifikationsnormen mussten von 15. Februar 2022 bis zum 19. Februar 2023 erbracht werden und in den Mehrkampfbewerben gilt der Qualifikationszeitraum von 15. August 2021 bis zum 19. Februar 2023. Maximal durften drei Athleten pro Nation und Event antreten, aber eine vierte Ersatzperson darf nominiert werden. Etwa 50 Prozent der Athleten sollten sich über die Normen qualifizieren, während die restlichen Teilnehmer über die Weltrangliste ermittelt wurden. Startberechtigt waren alle Athleten, die zumindest 2007 geboren wurden, nur im Kugelstoßbewerb der Männer mussten die Teilnehmer über 18 Jahre alt sein.
| Sportart                   | Männer Halle / Freiluft   | Frauen Halle / Freiluft   | Gesamtanzahl |
| -------------------------- | ------------------------- | ------------------------- | ------------ |
| 60 Meter                   | 6,63 s / 10,08 s          | 7,24 s / 11,10 s          | 40           |
| 400 Meter                  | 46,35 s / 45,15 s         | 52,20 s / 50,80 s         | 30           |
| 800 Meter                  | 1:46,75 min / 1:44,70 min | 2:02,20 min / 1:59,00 min | 30           |
| 1500 Meter                 | 3:37,40 min / 3:32,80 min | 4:09,00 min / 4:02,50 min | 27           |
| 3000 Meter                 | 7:44,00 min / 7:37,00 min | 8:48,00 min / 8:39,00 min | 24           |
| 60 m Hürden (100 m Hürden) | 7,64 s (13,30)            | 8,03 s (12,90)            | 32           |
| Hochsprung                 | 2,30 m                    | 1,96 m                    | 18           |
| Stabhochsprung             | 5,82 m                    | 4,70 m                    | 18           |
| Weitsprung                 | 8,12 m                    | 6,75 m                    | 18           |
| Dreisprung                 | 17,02 m                   | 14,32 m                   | 18           |
| Kugelstoßen                | 21,20 m                   | 18,60 m                   | 18           |
| Siebenkampf / Fünfkampf    | 6140 Punkte               | 4580 Punkte               | 14           |

## Medaillenspiegel
| Medaillenspiegel Endstand nach 26 von 26 Entscheidungen | Medaillenspiegel Endstand nach 26 von 26 Entscheidungen | Medaillenspiegel Endstand nach 26 von 26 Entscheidungen | Medaillenspiegel Endstand nach 26 von 26 Entscheidungen | Medaillenspiegel Endstand nach 26 von 26 Entscheidungen | Medaillenspiegel Endstand nach 26 von 26 Entscheidungen |
| Platz                                                   | Nation                                                  | Gold                                                    | Silber                                                  | Bronze                                                  | Gesamt                                                  |
| ------------------------------------------------------- | ------------------------------------------------------- | ------------------------------------------------------- | ------------------------------------------------------- | ------------------------------------------------------- | ------------------------------------------------------- |
| 1                                                       | Norwegen                                                | 4                                                       | 1                                                       | -                                                       | 5                                                       |
| 2                                                       | Niederlande                                             | 3                                                       | 3                                                       | 1                                                       | 7                                                       |
| 3                                                       | Vereinigtes Königreich                                  | 3                                                       | 1                                                       | 2                                                       | 6                                                       |
| 4                                                       | Italien                                                 | 2                                                       | 4                                                       | -                                                       | 6                                                       |
| 5                                                       | Belgien                                                 | 2                                                       | 1                                                       | 3                                                       | 6                                                       |
| 6                                                       | Portugal                                                | 2                                                       | -                                                       | 1                                                       | 3                                                       |
| 6                                                       | Schweiz                                                 | 2                                                       | -                                                       | 1                                                       | 3                                                       |
| 8                                                       | Finnland                                                | 2                                                       | -                                                       | -                                                       | 2                                                       |
| 9                                                       | Frankreich                                              | 1                                                       | 2                                                       | 3                                                       | 6                                                       |
| 10                                                      | Deutschland                                             | 1                                                       | 2                                                       | 2                                                       | 5                                                       |
| 11                                                      | Griechenland                                            | 1                                                       | 2                                                       | -                                                       | 3                                                       |
| 12                                                      | Ukraine                                                 | 1                                                       | 1                                                       | 2                                                       | 4                                                       |
| 13                                                      | Spanien                                                 | 1                                                       | 1                                                       | -                                                       | 2                                                       |
| 14                                                      | Türkei                                                  | 1                                                       | -                                                       | -                                                       | 1                                                       |
| 15                                                      | Polen                                                   | -                                                       | 4                                                       | 3                                                       | 7                                                       |
| 16                                                      | Slowenien                                               | -                                                       | 2                                                       | -                                                       | 2                                                       |
| 17                                                      | Schweden                                                | -                                                       | 1                                                       | 3                                                       | 4                                                       |
| 18                                                      | Rumänien                                                | -                                                       | 1                                                       | 1                                                       | 2                                                       |
| 18                                                      | Tschechien                                              | -                                                       | 1                                                       | 1                                                       | 2                                                       |
| 20                                                      | Serbien                                                 | -                                                       | -                                                       | 2                                                       | 2                                                       |
| 21                                                      | Estland                                                 | -                                                       | -                                                       | 1                                                       | 1                                                       |
| Total                                                   | Total                                                   | 26                                                      | 27                                                      | 25                                                      | 78                                                      |

## Ergebnisse Frauen

### 60 m
| Platz | Athletin            | Land | Zeit (s)    |
| ----- | ------------------- | ---- | ----------- |
| 1     | Mujinga Kambundji   | SUI  | 7,00 =CR SB |
| 2     | Ewa Swoboda         | POL  | 7,09 =SB    |
| 3     | Daryll Neita        | GBR  | 7,12        |
| 4     | Rani Rosius         | BEL  | 7,15 PB     |
| 5     | Arialis Martinez    | POR  | 7,17 =NR    |
| 6     | Delphine Nkansa     | BEL  | 7,19 PB     |
| 7     | Alexandra Burghardt | GER  | 7,24        |
| 8     | Jaël Bestué         | ESP  | 7,28        |

Halleneuropameisterin 2021:  Ajla Del Ponte

### 400 m
| Platz | Athletin           | Land | Zeit (s) |
| ----- | ------------------ | ---- | -------- |
| 1     | Femke Bol          | NED  | 49,85    |
| 2     | Lieke Klaver       | NED  | 50,57    |
| 3     | Anna Kiełbasińska  | POL  | 51,25 SB |
| 4     | Susanne Gogl-Walli | AUT  | 51,73 NR |
| 5     | Lada Vondrová      | CZE  | 51,73    |
| 6     | Tereza Petržilková | CZE  | 52,81    |

Halleneuropameisterin 2021:  Femke Bol

### 800 m
| Platz | Athletin         | Land | Zeit (min) |
| ----- | ---------------- | ---- | ---------- |
| 1     | Keely Hodgkinson | GBR  | 1:58,66    |
| 2     | Anita Horvat     | SVN  | 2:00,54    |
| 3     | Agnès Raharolahy | FRA  | 2:00,85    |
| 4     | Lorea Ibarzabal  | ESP  | 2:00,87    |
| 5     | Audrey Werro     | SUI  | 2:00,91    |
| 6     | Lore Hoffmann    | SUI  | 2:01,22 PB |
| 7     | Eloisa Coiro     | ITA  | 2:02,80    |
| 8     | Majtie Kolberg   | GER  | 2:03,65    |

Halleneuropameisterin 2021:  Keely Hodgkinson

### 1500 m
| Platz | Athletin        | Land | Zeit (min) |
| ----- | --------------- | ---- | ---------- |
| 1     | Laura Muir      | GBR  | 4:03,40    |
| 2     | Claudia Bobocea | ROU  | 4:03,76 PB |
| 3     | Sofia Ennaoui   | POL  | 4:04,06 PB |
| 4     | Esther Guerrero | ESP  | 4:04,86 PB |
| 5     | Katie Snowden   | GBR  | 4:07,68    |
| 6     | Marta Pen       | POR  | 4:07,95 SB |
| 7     | Águeda Marqués  | ESP  | 4:08,72 PB |
| 8     | Vera Hoffmann   | LUX  | 4:10,03    |

Halleneuropameisterin 2021:  Elise Vanderelst

### 3000 m
| Platz | Athletin                | Land | Zeit (min) |
| ----- | ----------------------- | ---- | ---------- |
| 1     | Hanna Klein             | GER  | 8:35,87 PB |
| 2     | Konstanze Klosterhalfen | GER  | 8:36,50    |
| 3     | Melissa Courtney-Bryant | GBR  | 8:41,19    |
| 4     | Nadia Battocletti       | ITA  | 8:44,96 SB |
| 5     | Hannah Nuttall          | GBR  | 8:46,30 PB |
| 6     | Maureen Koster          | NLD  | 8:47,17 SB |
| 7     | Marta Pérez             | ESP  | 8:49,19    |
| 8     | Maruša Mišmaš Zrimšek   | SLO  | 8:49,98    |

Halleneuropameisterin 2021:  Amy-Eloise Markovc

### 60 m Hürden
| Platz | Athletin           | Land | Zeit (s) |
| ----- | ------------------ | ---- | -------- |
| 1     | Reetta Hurske      | FIN  | 7,79 =NR |
| 2     | Nadine Visser      | NED  | 7,84 SB  |
| 3     | Ditaji Kambundji   | SUI  | 7,91     |
| 4     | Mette Graversgaard | DEN  | 7,92 NR  |
| 5     | Laëticia Bapté     | FRA  | 7,97     |
| 6     | Sarah Lavin        | IRL  | 8,03     |
| 7     | Gréta Kerekes      | HUN  | 8,03     |
| 8     | Maayke Tjin-A-Lim  | NED  | 8,09     |

Halleneuropameisterin 2021:  Nadine Visser

### 4 × 400 m Staffel
| Platz | Land                   | Athletin                                                                   | Zeit (min)       |
| ----- | ---------------------- | -------------------------------------------------------------------------- | ---------------- |
| 1     | Niederlande            | Lieke Klaver Eveline Saalberg Cathelijn Peeters Femke Bol                  | 3:25,66 WL CR NR |
| 2     | Italien                | Alice Mangione Ayomide Folorunso Anna Polinari Eleonora Marchiando         | 3:28,61 NR       |
| 3     | Polen                  | Anna Kiełbasińska Marika Popowicz-Drapała Alicja Wrona-Kutrzepa Anna Pałys | 3:29,31 SB       |
| 4     | Tschechien             | Tereza Petržilková Marcela Pírková Nikola Bendová Lada Vondrová            | 3:31,26 SB       |
| 5     | Irland                 | Sophie Becker Sharlene Mawdsley Cliodhna Manning Phil Healy                | 3:32,61 SB       |
| 6     | Vereinigtes Königreich | Hannah Kelly Carys McAulay Nicole Kendall Mary Abichi                      | 3:32,65 SB       |

Halleneuropameister 2021:  Niederlande (Lieke Klaver, Marit Dopheide, Lisanne de Witte, Femke Bol)

### Hochsprung
| Platz | Athletin              | Land | Höhe (m) |
| ----- | --------------------- | ---- | -------- |
| 1     | Jaroslawa Mahutschich | UKR  | 1,98     |
| 2     | Britt Weerman         | NED  | 1,96 =NR |
| 3     | Kateryna Tabaschnyk   | UKR  | 1,94     |
| 4     | Angelina Topić        | SRB  | 1,94 =NR |
| 5     | Julija Lewtschenko    | UKR  | 1,94     |
| 6     | Christina Honsel      | GER  | 1,91     |
| 7     | Morgan Lake           | GBR  | 1,86     |
| 7     | Daniela Stanciu       | ROU  | 1,86     |

Halleneuropameisterin 2021:  Jaroslawa Mahutschich

### Stabhochsprung
| Platz | Athletin           | Land | Höhe (m) |
| ----- | ------------------ | ---- | -------- |
| 1     | Wilma Murto        | FIN  | 4,80 NR  |
| 2     | Tina Šutej         | SLO  | 4,75     |
| 3     | Amálie Švábíková   | CZE  | 4,70     |
| 4     | Katerina Stefanidi | GRE  | 4,60     |
| 5     | Margot Chevrier    | FRA  | 4,60     |
| 6     | Angelica Moser     | SUI  | 4,45     |
| 7     | Michaela Meijer    | SWE  | 4,45     |
| 8     | Roberta Bruni      | ITA  | 4,25     |

Halleneuropameisterin 2021:  Angelica Moser

### Weitsprung
| Platz | Athletin              | Land | Weite (m)  |
| ----- | --------------------- | ---- | ---------- |
| 1     | Jazmin Sawyers        | GBR  | 7,00 WL PB |
| 2     | Larissa Iapichino     | ITA  | 6,97 NR    |
| 3     | Ivana Vuleta          | SRB  | 6,91       |
| 4     | Malaika Mihambo       | GER  | 6,83       |
| 5     | Alina Rotaru-Kottmann | ROU  | 6,62       |
| 6     | Annik Kälin           | SUI  | 6,61       |
| 7     | Khaddi Sagnia         | SWE  | 6,57       |
| 8     | Evelise Veiga         | POR  | 6,36       |

Halleneuropameisterin 2021:  Maryna Bech-Romantschuk

### Dreisprung
| Platz | Athletin          | Land | Weite (m) |
| ----- | ----------------- | ---- | --------- |
| 1     | Tuğba Danışmaz    | TUR  | 14,31 NR  |
| 2     | Dariya Derkach    | ITA  | 14,20     |
| 3     | Patrícia Mamona   | POR  | 14,16     |
| 4     | Ottavia Cestonaro | ITA  | 14,08     |
| 5     | Neja Filipič      | SVN  | 13,92     |
| 6     | Dovilė Kilty      | LTU  | 13,92 SB  |
| 7     | Kira Wittmann     | GER  | 13,79     |
| 8     | Maja Åskag        | SWE  | 13,64     |

Halleneuropameisterin 2021:  Patrícia Mamona

### Kugelstoßen
| Platz | Athletin          | Land | Weite (m) |
| ----- | ----------------- | ---- | --------- |
| 1     | Auriol Dongmo     | POR  | 19,76 EL  |
| 2     | Sara Gambetta     | GER  | 18,83 SB  |
| 3     | Fanny Roos        | SWE  | 18,42     |
| 4     | Jéssica Inchude   | POR  | 18,33     |
| 5     | Jessica Schilder  | NED  | 18,29     |
| 6     | Anita Márton      | HUN  | 18,28 SB  |
| 7     | Dimitriana Bezede | MDA  | 17,98 SB  |
| 8     | Julia Ritter      | GER  | 17,89     |

Halleneuropameisterin 2021:  Auriol Dongmo

### Fünfkampf
| Platz | Athletin         | Land | Punkte  |
| ----- | ---------------- | ---- | ------- |
| 1     | Nafissatou Thiam | BEL  | 5055 WR |
| 2     | Adrianna Sułek   | POL  | 5014 NR |
| 3     | Noor Vidts       | BEL  | 4823 SB |
| 4     | Sofie Dokter     | NED  | 4499 SB |
| 5     | Xénia Krizsán    | HUN  | 4493 SB |
| 6     | Holly Mills      | GBR  | 4451 SB |
| 7     | Saga Vanninen    | FIN  | 4440    |
| 8     | Sveva Gerevini   | ITA  | 4363    |

Halleneuropameisterin 2021:  Nafissatou Thiam

## Ergebnisse Männer

### 60 m
| Platz | Athlet             | Land | Zeit (s) |
| ----- | ------------------ | ---- | -------- |
| 1     | Samuele Ceccarelli | ITA  | 6,48     |
| 2     | Marcell Jacobs     | ITA  | 6,50 SB  |
| 3     | Henrik Larsson     | SWE  | 6,53 NR  |
| 4     | Dominik Kopeć      | POL  | 6,53 PB  |
| 5     | Ján Volko          | SVK  | 6,57 SB  |
| 6     | Jeremiah Azu       | GBR  | 6,58     |
| 7     | Markus Fuchs       | AUT  | 6,59 PB  |
| 8     | Reece Prescod      | GBR  | 6,64     |

Halleneuropameister 2019:  Ján Volko

### 400 m
| Platz | Athlet          | Land | Zeit (s) |
| ----- | --------------- | ---- | -------- |
| 1     | Karsten Warholm | NOR  | 45,35    |
| 2     | Julien Watrin   | BEL  | 45,44 NR |
| 3     | Carl Bengtström | SWE  | 45,77    |
| 4     | Óscar Husillos  | ESP  | 46,24    |
| 5     | Matěj Krsek     | CZE  | 46,48    |
| 6     | Alexander Doom  | BEL  | DNS      |

Halleneuropameister 2019:  Karsten Warholm

### 800 m
| Platz | Athlet            | Land | Zeit (min) |
| ----- | ----------------- | ---- | ---------- |
| 1     | Adrián Ben        | ESP  | 1:47,34    |
| 2     | Benjamin Robert   | FRA  | 1:47,34    |
| 3     | Eliott Crestan    | BEL  | 1:47,65    |
| 4     | Amel Tuka         | BIH  | 1:47,90    |
| 5     | Andreas Kramer    | SWE  | 1:48,15    |
| 6     | Guy Learmonth     | GBR  | 1:48,46    |
| 7     | Catalin Tecuceanu | ITA  | 1:48,54    |
| 8     | Simone Barontini  | ITA  | 1:48,63    |

Halleneuropameister 2019:  Álvaro de Arriba

### 1500 m
| Platz | Athlet             | Land | Zeit (min) |
| ----- | ------------------ | ---- | ---------- |
| 1     | Jakob Ingebrigtsen | NOR  | 3:33,95 CR |
| 2     | Neil Gourley       | GBR  | 3:34,23    |
| 3     | Azeddine Habz      | FRA  | 3:35,39    |
| 4     | Jesús Gómez        | ESP  | 3:38,11    |
| 5     | Pietro Arese       | ITA  | 3:38,91 SB |
| 6     | Louis Gilavert     | FRA  | 3:39,54    |
| 7     | Ismael Debjani     | BEL  | 3:40,06    |
| 8     | Jan Friš           | CZE  | 3:40,86 SB |

Halleneuropameister 2019:  Marcin Lewandowski

### 3000 m
| Platz | Athlet             | Land | Zeit (min) |
| ----- | ------------------ | ---- | ---------- |
| 1     | Jakob Ingebrigtsen | NOR  | 7:40,32 NR |
| 2     | Adel Mechaal       | ESP  | 7:41,75 SB |
| 3     | Elzan Bibić        | SRB  | 7:44,03    |
| 4     | Darragh McElhinney | IRL  | 7:44,72 PB |
| 5     | Charles Grethen    | LUX  | 7:46,65    |
| 6     | Tim Verbaandert    | NED  | 7:47,24    |
| 7     | Sam Parsons        | GER  | 7:48,01    |
| 8     | James West         | GBR  | 7:48,22    |

Halleneuropameister 2019:  Jakob Ingebrigtsen

### 60 m Hürden
| Platz | Athlet            | Land | Zeit (s)   |
| ----- | ----------------- | ---- | ---------- |
| 1     | Jason Joseph      | SUI  | 7,41 EL NR |
| 2     | Jakub Szymański   | POL  | 7,56       |
| 3     | Just Kwaou-Mathey | FRA  | 7,59       |
| 4     | Lorenzo Simonelli | ITA  | 7,59 PB    |
| 5     | Paolo Dal Molin   | ITA  | 7,62       |
| 6     | Krzysztof Kiljan  | POL  | 7,63       |
| 7     | David King        | GBR  | 7,71       |
|       | Enrique Llopis    | ESP  | DNF        |

Halleneuropameister 2019:  Milan Traikovits

### 4 × 400 m Staffel
| Platz | Land                   | Athleten                                                          | Zeit (min) |
| ----- | ---------------------- | ----------------------------------------------------------------- | ---------- |
| 1     | Belgien                | Dylan Borlée Alexander Doom Kévin Borlée Julien Watrin            | 3:05,83 EL |
| 2     | Frankreich             | Gilles Biron Téo Andant Victor Coroller Muhammad Kounta           | 3:06,52 SB |
| 3     | Niederlande            | Isayah Boers Isaya Klein Ikkink Ramsey Angela Liemarvin Bonevacia | 3:06,59 SB |
| 4     | Spanien                | Óscar Husillos Markel Fernández Lucas Búa David García            | 3:06,87 SB |
| 5     | Vereinigtes Königreich | Ben Higgins Joe Brier Samuel Reardon Lewis Davey                  | 3:08,61 SB |
| 6     | Türkei                 | Oğuzhan Kaya Berke Akçam Kubilay Ençü İsmail Nezir                | 3:09,41 NR |

Halleneuropameister 2019:  Belgien (Julien Watrin, Dylan Borlée, Jonathan Borlée, Kevin Borlée)

### Hochsprung
| Platz | Athlet             | Land | Höhe (m) |
| ----- | ------------------ | ---- | -------- |
| 1     | Douwe Amels        | NED  | 2,31 =NR |
| 2     | Andrij Prozenko    | UKR  | 2,29     |
| 3     | Thomas Carmoy      | BEL  | 2,29 PB  |
| 4     | Tobias Potye       | GER  | 2,26     |
| 5     | Norbert Kobielski  | POL  | 2,26 SB  |
| 6     | Christian Falocchi | ITA  | 2,19     |
| 7     | Loïc Gasch         | SUI  | 2,15     |
| 8     | Marco Fassinotti   | ITA  | 2,15     |

Halleneuropameister 2019:  Gianmarco Tamberi

### Stabhochsprung
| Platz | Athlet                | Land | Höhe (m) |
| ----- | --------------------- | ---- | -------- |
| 1     | Sondre Guttormsen     | NOR  | 5,80     |
| 2     | Emmanouil Karalis     | GRE  | 5,80     |
| 2     | Piotr Lisek           | POL  | 5,80     |
| 4     | Torben Blech          | GER  | 5,80     |
| 5     | Ethan Cormont         | FRA  | 5,70     |
| 6     | Claudio Stecchi       | ITA  | 5,70     |
| 7     | Pål Haugen Lillefosse | NOR  | 5,60     |
| 8     | Ben Broeders          | BEL  | 5,60     |

Halleneuropameister 2019:  Paweł Wojciechowski

### Weitsprung
| Platz | Athlet                | Land | Weite (m)  |
| ----- | --------------------- | ---- | ---------- |
| 1     | Miltiadis Tendoglou   | GRE  | 8,30       |
| 2     | Thobias Montler       | SWE  | 8,19       |
| 3     | Gabriel Bitan         | ROU  | 8,00       |
| 4     | Boschidar Sarabojukow | BUL  | 7,97 NU20R |
| 5     | Radek Juška           | CZE  | 7,94       |
| 6     | Jaime Guerra          | ESP  | 7,84       |
| 7     | Erwan Konaté          | FRA  | 7,65       |
| 8     | Lazar Anić            | SER  | 7,48       |

Halleneuropameister 2019:  Miltiadis Tendoglou

### Dreisprung
| Platz | Athlet                 | Land | Weite (m)   |
| ----- | ---------------------- | ---- | ----------- |
| 1     | Pedro Pichardo         | POR  | 17,60 WL NR |
| 2     | Nikolaos Andrikopoulos | GRE  | 16,58 PB    |
| 3     | Max Heß                | GER  | 16,57       |
| 4     | Tiago Pereira          | POR  | 16,51 SB    |
| 5     | Nazim Babayev          | AZE  | 16,50 SB    |
| 6     | Tobia Bocchi           | ITA  | 16,39       |
| 7     | Dimitris Tsiamis       | GRE  | 16,39       |
| 8     | Benjamin Compaoré      | FRA  | 16,11       |

Halleneuropameister 2019:  Nazim Babayev

### Kugelstoßen
| Platz | Athlet           | Land | Weite (m)   |
| ----- | ---------------- | ---- | ----------- |
| 1     | Zane Weir        | ITA  | 22,06 EL NR |
| 2     | Tomáš Staněk     | CZE  | 21,90 SB    |
| 3     | Roman Kokoschko  | UKR  | 21,84 NR    |
| 4     | Filip Mihaljević | CRO  | 21,43 SB    |
| 5     | Bob Bertemes     | LUX  | 21,00       |
| 6     | Marcus Thomsen   | NOR  | 20,66       |
| 7     | Mesud Pezer      | BIH  | 19,94       |
|       | Leonardo Fabbri  | ITA  | NM          |

Halleneuropameister 2019:  Michał Haratyk

### Siebenkampf
| Platz | Athlet          | Land | Punkte  |
| ----- | --------------- | ---- | ------- |
| 1     | Kevin Mayer     | FRA  | 6348 EL |
| 2     | Sander Skotheim | NOR  | 6318 NR |
| 3     | Risto Lillemets | EST  | 6079 SB |
| 4     | Manuel Eitel    | GER  | 6047 PB |
| 5     | Jorge Ureña     | ESP  | 5966    |
| 6     | Ondřej Kopecký  | CZE  | 5792    |
| 7     | Tim Nowak       | GER  | 5727 SB |
| 8     | Marcus Nilsson  | SWE  | 5677 SB |

Halleneuropameister 2019:  Jorge Ureña